# مذبحة رامالو
مذبحة رامالو وقعت في 17 سبتمبر 1999، في فيلا رامالو شمال مقاطعة بوينس آيرس في الأرجنتين، عندما اقتحم ثلاثة لصوص مسلحين المكاتب المحلية لبنك بانكو دي لا ناسيون الأرجنتين، واحتجزوا ستة رهائن. بعد عدة ساعات حاولوا الهروب في سيارة مستخدمين مدير البنك والمحاسب كدروع بشرية، واحتجاز زوجة المدير. وقبل ذلك ببضعة أمتار قتلت مجموعة خاصة من شرطة المقاطعة جيو أحد المشتبه بهم والرهينتين. تم العثور على مشتبه به آخر مارتين سالدانا مشنوقًا في زنزانته بعد ساعات من المذبحة. على الرغم من أنه كان من المفترض أنه انتحر، فقد أظهر بحث جديد في يناير 2007 أنه قُتل، ربما بضربه في رأسه أولاً، وجعله فاقدًا للوعي ثم خنقه.
نشأت شكوك حول سلوك الشرطة بعد أن شاهدت الدولة بأكملها لقطات لوحدة خاصة للشرطة وهي تطلق النار عمداً على السيارة مع وجود رهائن بداخلها.
بعد المجزرة ألقى العديد من المسؤولين الحكوميين باللوم على التغطية الإعلامية للنتيجة المأساوية، واتهموا الصحفيين بالمعاملة غير المهنية للأخبار. وادعى حاكم المقاطعة إدواردو دوهالدي أن المفاوضات ربما تأثرت سلبًا بسبب تواصل الشرطة المستمر مع مراسلي الإذاعة والتلفزيون.
في 17 أكتوبر 1999 أكد وزير العدل والأمن في بوينس آيرس كارلوس سوريا أن الشرطة تصرفت كشركاء في اللصوص الذين سرقوا البنك الوطني لفيلا رامالو، وهي حقيقة سبقت ذبح رهينتين ومجرم خلال محاولة الهروب. وقال سوريا لراديو أمريكا: «هناك للأسف وكما تخيلنا جميعًا بعض أفراد الشرطة متورطون بشكل مباشر».